# Малый Чаунский пролив
Малый Чаунский — мелководный пролив, соединяющий Чаунскую губу и Восточно-Сибирское море. Отделяет остров Айон от материка (полуостров Кыттык). Относится к ведению Чаунского района Чукотского автономного округа России.
По льду пролива проходит трасса автозимника Певек—Айон.

## География
В восточной части пролива расположен относительно большой остров Мосей. Берега пролива низкие (в юго-западной части местами обрывистые), с обширными илистыми осушками и песчаными косами. Прибрежная часть полуострова Айон изобилует множеством термокарстовых солоноватоводных озёр и галофитными маршами на междуозерьях.
В обрывистых берегах пролива обнаружено огромное количество костей среднеплейстоценовых животных.

## Исторические сведения
Первым русским мореплавателем, прошедшим пролив, был в 1761 году Никита Шалауров на обратном пути своей экспедиции в поисках пролива к Тихому океану.
Имеются сведения, что при отгонных южных ветрах, когда пролив становился очень мелководным, чукчи переходили его пешком с материка на остров Айон.

## Гидроним
До XIX назывался имел русское название Травяная протока, что связано с оказавшейся впоследствии ошибочным предположением, что дно пролива поросло травой. Устаревшее чукотское название — Айока-Пелинткир, современное — Айопэлгыкытрын («Айонская горловина у косы»).

## Флора и фауна
В северной части пролива произрастают бурые водоросли (Laminaria sp).
В акватории пролива обитают горбуша и кета, проходные гольцы, мойва.
Малый Чаунский пролив является местом линьки сибирской гаги.

## Полезные ископаемые
На дне Малого Чаунского пролива имеются залежи касситерита. В советское время предлагался проект по перекрытию пролива плотиной с последующим осушением с целью организации добычи олова.